# エドワード・オブ・ノリッジ
第2代ヨーク公エドワード・オブ・ノリッジ（Edward of Norwich, 2nd Duke of York 1373年 - 1415年10月25日）は、イングランドの王族。ヨーク公（1402年 - 1415年）。エドワード3世の五男であるヨーク公エドマンド・オブ・ラングリーの長男で、母はカスティーリャ王ペドロ1世の娘イザベラ。ノリッジで生まれたことからこの名で呼ばれる。

## 生涯
1390年にラトランド伯位を与えられた。1397年にはオマール公とされたが1399年に剥奪され、1414年に再び与えられた。1402年、父の死によりヨーク公位を継承した。
1415年、アジャンクールの戦いで戦死した。2代ダンスター男爵ジョン・ド・ムーンの娘フィリッパと結婚していたが子がなかったため、弟ケンブリッジ伯リチャードの息子リチャード・プランタジネットが相続人となったが、幼年であったため一旦王領となった後、リチャードが成人となってから与えられた。